# Hrabia Floridablanca (Bank Hiszpanii)

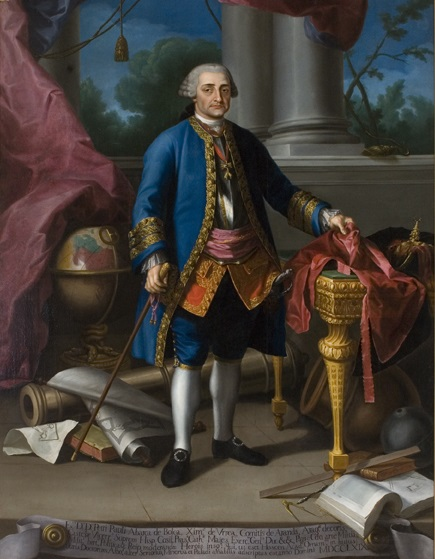
Hrabia Pedro de Aranda, Ramón Bayeu, ok. 1769

Hrabia Floridablanca (hiszp. El Conde de Floridablanca) – obraz olejny hiszpańskiego malarza Francisca Goi (1746–1828). Pierwszy w karierze malarza formalny portret osoby związanej z dworem przedstawia królewskiego ministra, José Moñino, hrabiego Floridablankę.

## Okoliczności powstania
Na początku lat 80. XVIII w. rozpoczyna się kariera Goi jako portrecisty madryckiej arystokracji. Był wówczas związany z dworem Karola III, został członkiem Królewskiej Akademii Sztuk Pięknych św. Ferdynanda, a wkrótce miał otrzymać stanowisko nadwornego malarza. W 1781 otrzymał ważne zamówienie z polecenia hrabiego Floridablanki, reprezentującego króla. Miał namalować obraz do jednego z ołtarzy bazyliki San Francisco el Grande – powstało wtedy Kazanie świętego Bernardyna ze Sieny przed Alfonsem Aragońskim. Dzięki pracy dla bazyliki hrabia miał okazję zaznajomić się z umiejętnościami malarskimi Goi. Floridablanca był również opiekunem Akademii i musiał znać malarza jako jej nowo przyjętego członka. Portret mógł też zostać zlecony dzięki rekomendacji Antona Raphaela Mengsa, nadwornego malarza. Przed styczniem 1783 Floridablanca zamówił u Goi swój portret en pied. Sukces tego dzieła oznaczał dla malarza wprowadzenie do kręgu arystokratów i ważnych postaci w madryckim społeczeństwie. Obraz jednak nie spodobał się hrabiemu i niechętnie za niego zapłacił (inne źródła podają, że Goya nie otrzymał zapłaty). Mimo to kariera Goi jako portrecisty nabrała tempa i wkrótce po ukończeniu portretu Floridablanki zaczął pracę nad licznymi dziełami dla infanta Ludwika Antoniego.
Istnieją jeszcze dwa portrety hrabiego pędzla Goi. Portret z kolekcji Prado powstał również w 1783, hrabia został na nim przedstawiony sam, na neutralnym tle. Drugi obraz znajduje się w kościele św. Izydora w Madrycie i jego autorstwo jest kwestionowane.

## Hrabia Floridablanca
José Moñino y Redondo, hrabia Floridablanca (1728–1808) był hiszpańskim mężem stanu, prawnikiem i oświeceniowym reformatorem. Przez 16 lat pełnił funkcję pierwszego sekretarza stanu za rządów Karola III i Karola IV. Interesował się problematyką rolnictwa i nawadniania, zrealizował ważne prace hydrauliczne, m.in. ukończenie Kanału Aragońskiego. Odegrał ważną rolę w procesie wydalenia jezuitów z Hiszpanii w 1767, za co otrzymał od króla tytuł szlachecki. W 1792 popadł w niełaskę i na wiele lat wyjechał do rodzinnej Murcji, zmarł w 1808 w Sewilli. W czasie kiedy portretował go Goya, Floridablanca znajdował się u szczytu politycznej kariery, zajmując wpływową pozycję na dworze.

## Opis obrazu
Przedstawiony w całej postaci hrabia zajmuje centralną pozycję w kompozycji. Znajduje się prawdopodobnie w swoim gabinecie, gdzie wykonuje ministerialne obowiązki, przerwane wizytą malarza. Jest ubrany w jaskrawoczerwony aksamitny strój dworski, perłową kamizelkę ze złotymi haftami, koszulę z żabotem i koronkowymi mankietami, buty ze złoconymi klamerkami. Strój jest przepasany biało-niebieską wstęgą Orderu Karola III. W ręce trzyma okulary. Na przykrytym zielonym suknem stole znajduje się pozłacany zegar i różne dokumenty, a plany Kanału Aragońskiego stoją o niego oparte. Na ścianie wisi owalny obraz z popiersiem Karola III. Ciężka zasłona dopełnia tło, a po lewej stronie odsłania pejzaż. Na podłodze leży kartka z podpisem Goi oraz wolumin słynnego hiszpańskiego traktatu o malarstwie autorstwa Antonia Palomina. W księdze widoczna jest zakładka, co ma wskazywać na zainteresowanie hrabiego malarstwem. Możliwe, że Goya inspirował się modnymi w tym czasie portretami takimi jak pełen alegorycznych przedmiotów Hrabia Pedro de Aranda Ramóna Bayeu.
Identyfikacja stojącego po prawej stronie mężczyzny z cyrklem w ręce nie jest pewna. Może to być jeden ze związanych z projektami hrabiego architektów: Ventura Rodríguez, Juan de Villanueva lub Francesco Sabatini. Często wskazywany jest także inżynier wojskowy współpracujący przy budowie Kanału Aragońskiego, Julián Sánchez Bort lub osobisty sekretarz hrabiego, Vicente Bermúdez. Mężczyzna uważnie i z szacunkiem spogląda na hrabiego, jakby czekał na instrukcje. Ta sama postać pojawia się na wcześniejszym obrazie Goi Mężczyzna z szablą szermierczą.
Po lewej stronie Goya namalował samego siebie, w cieniu, z profilu. Jest elegancko ubrany w ciemny kaftan, białą koszulę z koronkowym kołnierzykiem i mankietami, spodnie z klamerkami, białe pończochy i buty także z klamerkami. Prezentuje hrabiemu kwadratowe płótno do oceny. Prawdopodobnie jest to szkic głowy hrabiego, do którego pozował malarzowi (Goya wspomina w liście do Martina Zapatera, że hrabia był zadowolony ze szkicu twarzy, gdyż ten był bardzo wierny). Może to być także szkic przygotowawczy do dzieła Kazanie świętego Bernardyna ze Sieny przed Alfonsem Aragońskim, które hrabia zamówił do dekoracji nowo powstałej Bazyliki San Francisco el Grande.
Na obrazie znajdują się dwie inskrypcje. Znajdująca się na górnej i dolnej części planu opartego o stół głosi: PLAN DEL / CANAL DE ARAGON // AL EXCMO SEÑO[R] / FLORIDABLANCA / Año 1783 [Plan Kanału Aragońskiego // Jego Ekscelencji Panu Floridablance / Rok 1783]. Oraz na kartce leżącej u stóp Goi: Señor / Franco. Goya [Pan Francisco Goya].

## Analiza
Portret hrabiego jest alegorią dobrych rządów. Nad postaciami góruje portret króla, a minister, którego funkcja jest wytłumaczona poprzez różne przedmioty na obrazie (atrybuty władzy), jest inteligentnym narzędziem królewskiej polityki. Zbiór przedmiotów takich jak mapy, plany kanału, różne dokumenty i książka, okulary w dłoni hrabiego oraz obecność pracownika w tle wskazują na intensywność biurokratycznej pracy, nabierającej nowego znaczenia i wartości wśród klas rządzących. Także zegar jest symbolem dobrego zarządzania, używanym m.in. przez Velázqueza, którego Goya uważał za swojego mistrza.
Marc Marti wskazuje na barokową inspirację dzieła, które jest odzwierciedleniem relacji między malarzem i jego sponsorem. Hrabia wykonuje gest w kierunku malarza, ale nie spogląda na prezentowany mu obraz. Proporcje postaci względem siebie nie zostały prawidłowo oddane, w celu zaznaczenia pozycji społecznej przedstawionych osób. Znajdujący się bliżej widza Goya powinien być większy, również postać pracownika wydaje się o wiele mniejsza od hrabiego. Floridablanca spogląda wprost na widza, jego twarz wyraża inteligencję i dumę z piastowanego stanowiska. Goya zaznacza w ten sposób służebny charakter rzemieślników pracujących dla arystokraty. Umieszczając samego siebie na obrazie w pozycji podwładnego, Goya mimo wszystko dodaje sobie rangi. Wskazuje, że jest malarzem, który spotyka się z ważnymi osobistościami. Hrabia poświęca mu swój czas, co może symbolizować stojący na stole monumentalny zegar. W swojej karierze Goya kilkakrotnie umieszczał się na obrazie, m.in. na zbiorowych portretach Rodzina infanta don Luisa i Rodzina Karola IV.
Oprócz przedstawienia w większej skali hrabia niemal emanuje światłem, podczas gdy pozostałe postaci pozostają w cieniu. Jest to wyrażenie potęgi władzy, również monarszej, poprzez obecność Karola III na obrazie. Wizerunek króla podkreśla także fakt, że hrabia jest jego przedstawicielem. To przedstawienie ma nieco gloryfikujący charakter, przez co hrabia wydaje się odległy dla widza.
Ciekawa, złożona kompozycja przywołuje na myśl portrety alegoryczne. Jednocześnie wydaje się statyczna i formalna, tak jakby Goya był onieśmielony swoim modelem. Uwagę zwracają oddane z dbałością o szczegóły hafty i koronki stroju hrabiego. Można przypuszczać, że Goya dołożył szczególnych starań, aby zrobić na hrabim dobre wrażanie i otworzyć sobie drogę do kariery portrecisty madryckiej arystokracji. Malarz potrafił także trafnie uchwycić osobowość modela, co później stało się cechą rozpoznawczą jego portretów. Według Xaviera Braya ten i inne wczesne portrety Goi charakteryzuje sztywność postaci, „tekturowe” twarze i zbyt chaotyczna kompozycja. Atmosfera sceny w gabinecie hrabiego wskazuje na wpływ Velázqueza.

## Proweniencja
Obraz należał do markizy Martorell y Pontejos, następnie do hrabiego de Miraflores i markiza de Villanueva de Valdueza, od którego zakupił go nieistniejący już Banco Urquijo. Obecnie należy do kolekcji Banku Hiszpanii.